# Julius Johansen
Pour les articles homonymes, voir Johansen.

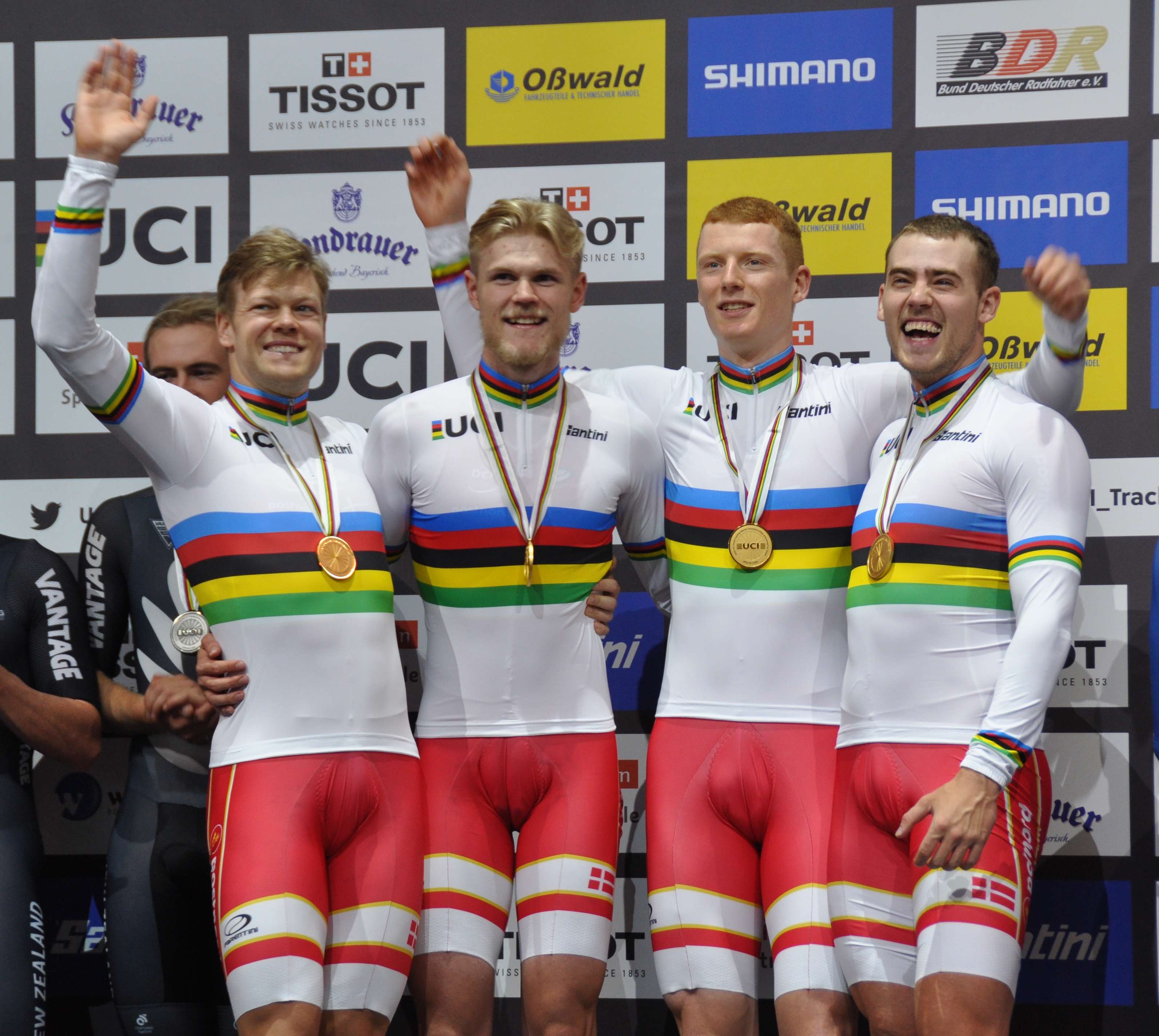
Le quatuor danois champion du monde de poursuite par équipes en 2020, avec de gauche à droite : Lasse Norman Hansen, Julius Johansen, Frederik Madsen et Rasmus Pedersen.

Julius Graungaard Johansen, né le 13 septembre 1999 à Blovstrød (da), est un coureur cycliste danois. Il participe à des compétitions sur route et sur piste. Spécialiste de la poursuite par équipes, il est notamment champion d'Europe (en 2019) et champion du monde (en 2020) de la spécialité.

## Biographie
En 2015, Julius Johansen se fait remarquer en remportant la médaille d'or du contre-la-montre au Festival olympique de la jeunesse européenne, réservé aux coureurs de moins de 17 ans. L'année suivante, il devient vice-champion du monde de poursuite par équipes chez les juniors (moins de 19 ans). Il termine également troisième de l'omnium. Sur route, il prend la quatrième place du championnat du monde du contre-la-montre juniors. Il est également champion du Danemark de poursuite individuelle juniors. 
En 2017, il obtient de nombreux succès. Au début de l'année, il fait ses débuts avec les élites lors de la Coupe du monde à Cali et remporté la poursuite par équipes avec Niklas Larsen, Frederik Rodenberg et Casper Pedersen. Sur la route, il est vice-champion d'Europe du contre-la-montre juniors et signe le doublé aux championnats du Danemark juniors. Aux mondiaux sur piste juniors , il décroche trois médailles, dont deux titres sur l'américaine et l'omnium. En septembre, il décroche un troisième titre mondial en devenant champion du monde sur route juniors à Bergen, en Norvège.
Lors de saisons 2018 et 2019, il rejoint l'équipe continentale danoise ColoQuick. Aux mondiaux sur piste 2018, à Apeldoorn, le quatuor danois composé de Johansen, Niklas Larsen, Frederik Rodenberg et Casper von Folsach est vice-champion du monde de poursuite par équipes. Sur route, Julius Johansen gagne l'Olympia's Tour, devient champion du Danemark sur route espoirs et termine meilleur jeune du Tour du Danemark. En 2019, il est champion d'Europe de poursuite par équipes avec Lasse Norman Hansen, Rasmus Pedersen et Frederik Madsen. L'année suivante, le quatuor devient champion du monde de poursuite par équipesen réalisant un nouveau record du monde en 3 minutes 44,672 secondes. Johansen rejoint l'équipe de deuxième division Uno-X Norwegian Development, avec laquelle il décroche deux titres de champion du Danemark espoirs en 2020.
En août 2021, il est remplaçant au sein du quatuor de poursuite par équipes est médaillé d'argent aux Jeux olympiques de Tokyo. Après deux ans chez Uno-X, il rejoint l'UCI WorldTeam Intermarché-Wanty-Gobert Matériaux pour la saison 2022. En août de la même année, il participe au Tour d'Espagne, son premier grand tour.
En novembre 2024, l'équipe UAE Team Emirates annonce son recrutement pour la saison 2025.

## Palmarès sur piste

### Championnats du monde
| Édition / Épreuve          | Poursuite par équipes                       | Américaine       | Omnium |
| Aigle 2016 (juniors)       | Argent                                      |                  | Bronze |
| Montichiari 2017 (juniors) | Argent                                      | Or (avec Larsen) | Or     |
| Hong Kong 2017             | 10e                                         |                  |        |
| Apeldoorn 2018             | Argent                                      |                  |        |
| Pruszków 2019              | Bronze                                      |                  |        |
| Berlin 2020                | Or (avec Norman Hansen, Madsen et Pedersen) |                  |        |

### Coupe du monde
- 2016-2017
  - 1er de la poursuite par équipes à Cali (avec Niklas Larsen, Frederik Rodenberg et Casper Pedersen)
  - 2e de l'américaine à Los Angeles
- 2017-2018
  - 2e de la poursuite par équipes à Manchester
- 2018-2019
  - 1er de la poursuite par équipes à Saint-Quentin-en-Yvelines (avec Lasse Norman Hansen, Rasmus Pedersen et Casper von Folsach)
  - 1er de la poursuite par équipes à Milton (avec Casper von Folsach, Lasse Norman Hansen et Rasmus Pedersen)
  - 1er de l'américaine à Milton (avec Casper von Folsach)
  - 1er de l'américaine à Londres (avec Casper von Folsach)
  - 2e de la poursuite par équipes à Berlin
- 2019-2020
  - 1er de la poursuite par équipes à Minsk (avec Lasse Norman Hansen, Rasmus Pedersen et Frederik Rodenberg)
  - 1er de la poursuite par équipes à Glasgow (avec Lasse Norman Hansen, Rasmus Pedersen et Frederik Rodenberg)

### Championnats d'Europe
| Édition / Épreuve | Poursuite par équipes                          | Omnium |
| Berlin 2017       |                                                | Argent |
| Apeldoorn 2019    | Or (avec Norman Hansen, Rodenberg et Pedersen) |        |

### Championnats des Pays nordiques
- 2017
  -  Champion des Pays nordiques de l'américaine (avec Casper von Folsach)
  -  Médaillé de bronze de la course aux points

### Championnats nationaux
- 2014
  -  Champion du Danemark du scratch juniors
- 2015
  -  Champion du Danemark de poursuite juniors
  - 2e du championnat du Danemark de l'américaine juniors
- 2016
  -  Champion du Danemark de poursuite par équipes (avec Matias Malmberg, Mathias Larsen et Johan Price-Pejtersen)
  -  Champion du Danemark de poursuite juniors
  -  Champion du Danemark de l'américaine juniors (avec Kristian Kaimer)
  - 2e du championnat du Danemark de course aux points juniors
  - 3e du championnat du Danemark du kilomètre juniors
- 2017
  -  Champion du Danemark de l'américaine (avec Mathias Krigbaum)
  -  Champion du Danemark de poursuite par équipes juniors (avec Matias Malmberg, Mathias Larsen et Johan Price-Pejtersen)
  - 2e du championnat du Danemark de poursuite par équipes
  - 3e du championnat du Danemark du kilomètre
  - 3e du championnat du Danemark de poursuite
  - 3e du championnat du Danemark de course aux points
  - 3e du championnat du Danemark du scratch

## Palmarès sur route

### Par année
- 2015
  -  Médaillé d'or du contre-la-montre au Festival olympique de la jeunesse européenne
- 2016
  - Tour de Himmelfart Juniors :
    - Classement général
    - 1re et 3e (contre-la-montre) étapes

  - 1re étape d'Aubel-Thimister-La Gleize
  - 4e du championnat du monde du contre-la-montre juniors
- 2017
  -  Champion du monde sur route juniors
  -  Champion du Danemark sur route juniors
  -  Champion du Danemark du contre-la-montre juniors
  - Youth Tour :
    - Classement général
    - Prologue et 2e étape (contre-la-montre)

  - Tour de Himmelfart Juniors  :
    - Classement général
    - 1re et 3e (contre-la-montre) étapes

  - Trofeo der Gemeinde Gersheim :
    - Classement général
    - 3eb étape (contre-la-montre)

  -  Médaillé d'argent du championnat d'Europe du contre-la-montre juniors
  - 6e du championnat du monde du contre-la-montre juniors
- 2018
  -  Champion du Danemark sur route espoirs
  - Give Elementer Løbet
  - RCRs Åbne Løb
  - Hydro Løbet
  - Olympia's Tour :
    - Classement général
    - 1re étape

  - 2e du championnat du Danemark du contre-la-montre par équipes
- 2019
  - 2e du Tour du Loir-et-Cher
- 2020
  -  Champion du Danemark sur route espoirs
  -  Champion du Danemark du contre-la-montre espoirs
- 2021
  - 3e du championnat du Danemark du contre-la-montre espoirs
- 2024
  - Grand Prix Anicolor :
    - Classement général
    - 1re étape (contre-la-montre)

  - Circuito da Moita

### Résultats sur les grands tours

#### Tour d'Espagne
2 participations
- 2022 : 129e
- 2023 : 98e

### Classements mondiaux
| Année                                 | 2018 | 2019  | 2020 | 2021 | 2022 | 2023  | 2024  |
| ------------------------------------- | ---- | ----- | ---- | ---- | ---- | ----- | ----- |
| Classement mondial                    | 644e | 1100e | 357e | nc   | nc   | 1090e | 1815e |
| UCI Europe Tour                       | 388e | 779e  | 292e | nc   | nc   | nc    | nc    |
|                                       |      |       |      |      |      |       |       |
| Légende : nc = non classéSource : UCI |      |       |      |      |      |       |       |

## Récompenses
- Sportif danois de l'année en 2020